# Abayudaya

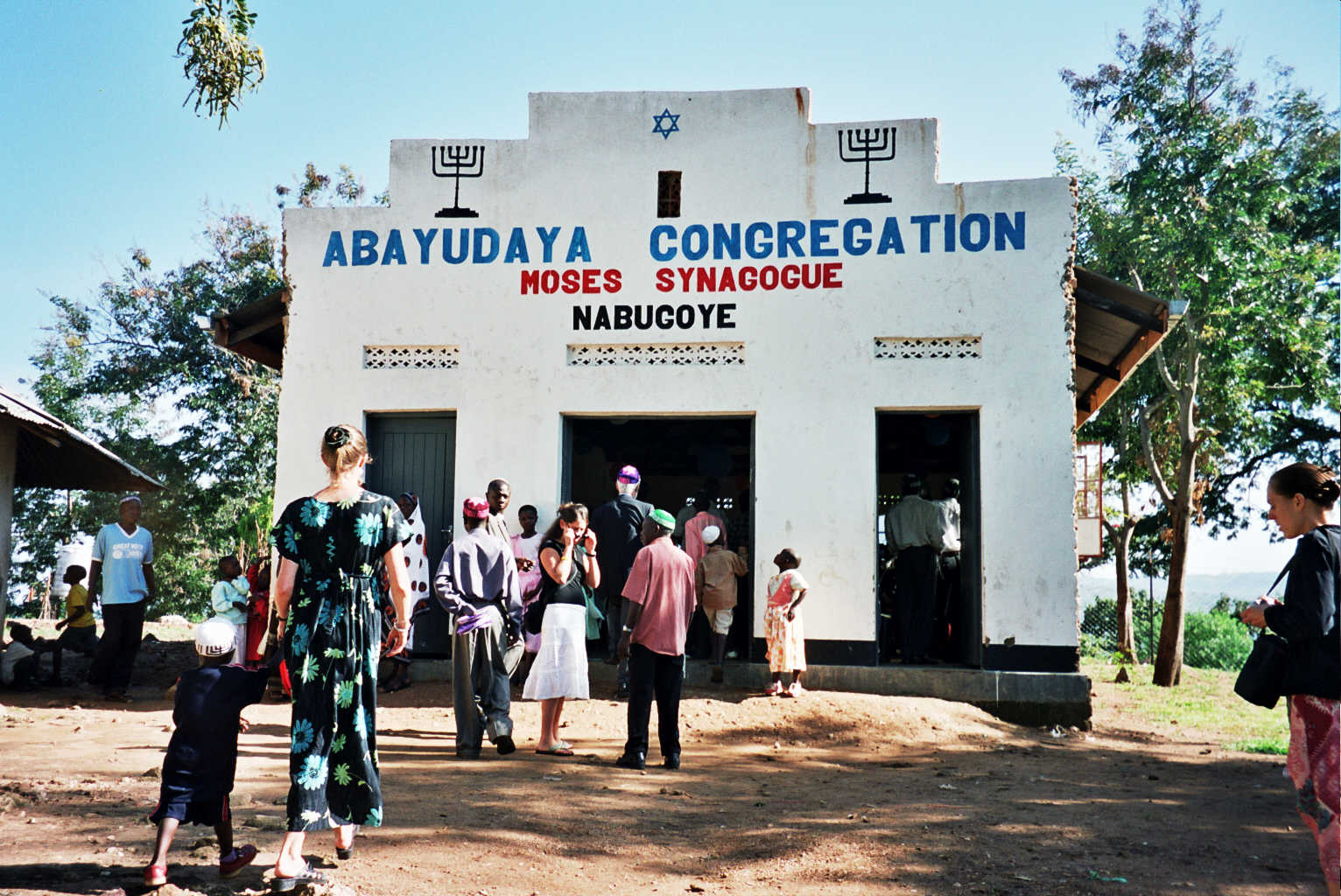
Abayudaya-synagogan i Nabugoye, Uganda

Abayudaya är ett samfund inom Baganda-folket i östra Uganda, som utövar judendom. Ordet betyder Judas folk på luganda. De anses inte ha något etniskt släktskap med andra judar, men utövar alla huvudsakliga religiösa traditioner. Befolkningen uppgår till ungefär 1 500 personer. En viss andel av den talar, utöver afrikanska språk som luganda, lusoga och lugwere, även hebreiska.
Abayudaya grundades av krigsherren Semei Kakungulu i början av 1900-talet. Han konverterade till Kristendomen omkring 1880 genom brittisk påverkan, bland annat eftersom han trodde att britterna skulle hjälpa honom att bli kung över Bukedi- och Bugisu-områdena. När de förra inte levde upp till sina löften, anslöt sig Kakungulu 1913 till Bamalaki-sekten, en religiös rörelse som blandade kristendom och judendom, och bland annat vägrade använda västerländsk medicin. Eftersom detta medförde att de också vägrade vaccinera sin boskap, följde ytterligare konflikter med britterna. 
Efter omfattande studier av Moseböckerna beslöt sig Kakungulu för att låta omskära sig. Bamalakiledningen invände att han i så fall skulle bli som en jude, som inte tror på det Nya Testamentet, varvid Kakungulu påstås ha svarat: "Om så är fallet, är jag från och med denna dag jude!" Han lät omskära sig själv, sina barn och de anhängare han kunde övertyga. Bland annat eftersom Baganda-folket är ett av få kända Bantu-folk som strikt förbjuder all form av självstympning blev beslutet kontroversiellt, men Kakungulu lyckades etablera en spirande församling.
1920 tros en europeiskättad jude vid namn Josef ha anlänt till området, och hjälpt det nystartade samfundet att utöva sin religion. Liknande kontakter har förekommit av och till under 1900- och 2000-talet; 1962 anlände exempelvis den israeliske studenten Arye Oded, och blev den förste israel som träffade de afrikanska judarna. Han författade boken Religion and Politics in Uganda, och kom därmed att både introducera Abayudana till världsjudenheten, liksom bidra till religiös förnyelse av själva samfundet. Under Idi Amin förföljdes Abayudaya skoningslöst, och tros ha sjunkit i antal till några få hundra, men efter diktatorns bortgång har man återhämtat sig. 2002 anlände till exempel konservativa rabbiner från Israel och genomförde formella konverteringar av 400 Abayudaya-anhängare, vilket följdes av 200 nykonverteringar.